# Mittelgrundbach
Der Mittelgrundbach ist ein Nebenfluss des Moritzbaches in Zwickau im Freistaat Sachsen.

## Details
Der Mittelgrundbach gehört zum Flusssystem der Elbe. Seine Quelle entspringt im Stadtteil Gebiet Reichenbacher Straße und Freiheitssiedlung in dem zugehörigen Gewerbegebiet Maxhütte in Zwickau. Er fließt mit einer Mündungshöhe von etwa 260 m unterirdisch mit dem Marienthaler Bach zum Moritzbach in Zwickau zusammen.